# 金江乡 (峡江县)
金江乡，是中华人民共和国江西省吉安市峡江县下辖的一个乡镇级行政单位。

## 行政区划
金江乡下辖以下地区：
金滩村、庙前村、城上村、黑虎村和新溪村。